# 90210医生
90210医生是一个在美国热播的家喻户晓的医学真人秀电视连续剧，主要讲述加利福尼亚富人区比佛利山庄的整形手术。Dr. 90210得名于比佛利山庄核心区的邮政编码。 洛杉矶是美国整形外科的最发达城市，最出名的整形医生们又喜欢齐聚在比佛利山庄，然后90210是比佛利最核心区的区号，90210医生的意思就是美国最顶尖的整形医生的代名词。该系列从 2004 年到 2008 年在E!上播出了六个赛季。第七季于 2020 年开始，全是女性外科医生。
该真人秀节目首先关注比佛利山庄的巴西裔美国整形外科医生罗伯特·雷伊 (Robert Rey) 的工作和他的家庭生活。Rey 医生毕业自哈佛大学，曾在整个南加州的多个外科小组进行过实践，包括加利福尼亚整形外科研究所，也是目前美国最大的整形外科连锁机构之一的比佛利整形医美(BHPS)的首席医学执行官。电视剧使雷伊博士成为家喻户晓的名字，他也许是美国最著名的整形外科医生。 该节目的阵容后期扩展到包括其他著名医生的实践，例如 Gary Alter、Jason Diamond 博士、Linda Li、David Matlock、Dean Manus、Gary Motykie 和 热播剧Big Brother 2 获胜者和激光去除纹身专家 Will Kirby。
90210医生节目由E！设计和创造，每集大约一个小时长。E！ （娱乐电视的首字母缩写）是美国最主要的有线电视频道之一，由康卡斯特的子公司 NBCUniversal 的 NBCUniversal 电视和流媒体部门拥有，主要关注流行文化、名人真人秀和电影，该电视台以其真人秀节目而闻名。它十多年来最受欢迎的系列是与卡戴珊姐妹同行，它产生了八个衍生系列和无数特别节目。E!可供美国 超过一亿的家庭使用。90210医生节目由 E! 制作，但在同事有其他几个美国主流有线网络上播出，成为家喻户晓的热播剧。

## Dr. 90210 (2020-
E！以 2020 年 9 月 28 日首播的全女性外科医生阵容重振了该系列。 E！ 说她们是“一支重新定义古老美容标准的新女性队伍。”该节目由 Entertainment One 制作，并在基本有线电视网络 E 上播出！ 。
每集大约一小时。 每集都有四位外科医生中的三位解决了具有挑战性的整形手术问题，例如大规模乳房缩小、面部整形手术、乳房重建、囊肿切除、产后改头换面和阴道重建。 
该剧在 2020 年重生系列中的阵容是 Kelly Killeen 博士、Michelle Lee 博士、Cat Begovic 博士和 Suzanne Quardt 博士。